# フェルナンド・ニコラス・オリバ
フェルナンド・ニコラス・オリバ（Fernando Nicolas Oliva、1971年9月26日-）はアルゼンチン出身のサッカー選手。ポジションはFW、MF。元アルゼンチンB代表。

## 経歴
セントラル・コルドバから1996年に清水エスパルスに入団、FW、攻撃的MFとしてプレー、清水の得点源として活躍を続け、清水史上最高の外国人選手という声もある。。同じアルゼンチン人である当時のオズワルド・アルディレス監督は、オリバを即座にチームの主軸に据え、清水にとって初タイトルとなる同年のヤマザキナビスコカップ優勝に貢献。準決勝では2ゴールを決めて決勝進出に貢献、決勝ではチームの2点目を決め、3-3の激戦の末にPK戦にまでもつれ込むが、優勝を決定付けた5人目のキッカーとしてPKを成功させた。
1998年の1stステージは、6試合を負傷で欠場するなど、いま一つの調子であったが、2ndステージに入り調子を取り戻すと、攻撃の中核としての活躍を見せ、リーグ戦で21得点9アシストを記録するなど、週刊サッカーマガジン選出のベストイレブンにも選出された。同年JOMOカップに外国籍選手選抜の一員として先発出場、1ゴールを決めている。
1999年にいったん母国に戻るものの、翌年清水に復帰。しかしこの時期は清水の攻撃陣が安永聡太郎・久保山由清らが台頭し固定されており、オリバの古傷である膝の状態も芳しくかったためトップフォームに遠く、2001年7月末をもって退団した。

## 評価
- エスパルスで共にプレーした澤登正朗は、現役生活の中で最高のパートナーの一人であったと話していた[7]。

- 2019年に公式戦1000試合出場を果たした遠藤保仁がその記録を記念して受けたインタビューにて、新人時代の1998年に対戦したオリバのプレーに衝撃を受けたと証言し「フィジカル、技術、選択肢のすべてが高いレベルで万能、ドリブルも多彩で予測できないかわされ方をした。とにかく上手くて何をしてくるか、何が得意なのか全く読めない選手だった」と述懐している[8]。

## 所属クラブ
- 1990年-1996年  インスティトゥートACコルドバ
- 1996年-1998年  清水エスパルス
- 1998年-2000年  タジェレス・デ・コルドバ
- 2000年-2001年  清水エスパルス
- 2003年  インスティトゥートACコルドバ
- 2003年  CAヘネラル・パス・ジュニアーズ
- 2004年  スポルティーボ・ベルグラーノ

## 個人成績
| 国内大会個人成績 | 国内大会個人成績   | 国内大会個人成績 | 国内大会個人成績 | 国内大会個人成績             | 国内大会個人成績 | 国内大会個人成績 | 国内大会個人成績 | 国内大会個人成績   | 国内大会個人成績   | 国内大会個人成績 | 国内大会個人成績 |
| 年度             | クラブ             | 背番号           | リーグ           | リーグ戦                     | リーグ戦         | リーグ杯         | リーグ杯         | オープン杯         | オープン杯         | 期間通算         | 期間通算         |
| 年度             | クラブ             | 背番号           | リーグ           | 出場                         | 得点             | 出場             | 得点             | 出場               | 得点               | 出場             | 得点             |
| アルゼンチン     | アルゼンチン       | アルゼンチン     | アルゼンチン     | リーグ戦                     | リーグ戦         | リーグ杯         | リーグ杯         | アルヘンティーナ杯 | アルヘンティーナ杯 | 期間通算         | 期間通算         |
| ---------------- | ------------------ | ---------------- | ---------------- | ---------------------------- | ---------------- | ---------------- | ---------------- | ------------------ | ------------------ | ---------------- | ---------------- |
| 1990-91          | インスティトゥート |                  |                  |                              |                  |                  |                  |                    |                    |                  |                  |
| 1991-92          | インスティトゥート |                  |                  |                              |                  |                  |                  |                    |                    |                  |                  |
| 1992-93          | インスティトゥート |                  |                  |                              |                  |                  |                  |                    |                    |                  |                  |
| 1993-94          | インスティトゥート |                  |                  |                              |                  |                  |                  |                    |                    |                  |                  |
| 1994-95          | インスティトゥート |                  |                  |                              |                  |                  |                  |                    |                    |                  |                  |
| 1995-96          | インスティトゥート |                  |                  |                              |                  |                  |                  |                    |                    |                  |                  |
| 日本             | 日本               | 日本             | 日本             | リーグ戦                     | リーグ戦         | リーグ杯         | リーグ杯         | 天皇杯             | 天皇杯             | 期間通算         | 期間通算         |
| 1996             | 清水               | -                | J                | 18                           | 5                | 16               | 9                | 2                  | 1                  | 36               | 15               |
| 1997             | 清水               | 8                | J                | 22                           | 13               | 5                | 2                | 3                  | 2                  | 30               | 17               |
| 1998             | 清水               | 8                | J                | 27                           | 21               | 0                | 0                | 0                  | 0                  | 27               | 21               |
| アルゼンチン     | アルゼンチン       | アルゼンチン     | アルゼンチン     | リーグ戦                     | リーグ戦         | リーグ杯         | リーグ杯         | アルヘンティーナ杯 | アルヘンティーナ杯 | 期間通算         | 期間通算         |
| 1998-99          | タジェレス         |                  |                  | 14                           | 5                |                  |                  |                    |                    |                  |                  |
| 1999-00          | タジェレス         |                  |                  | 20                           | 4                |                  |                  |                    |                    |                  |                  |
| 日本             | 日本               | 日本             | 日本             | リーグ戦                     | リーグ戦         | リーグ杯         | リーグ杯         | 天皇杯             | 天皇杯             | 期間通算         | 期間通算         |
| 2000             | 清水               | 12               | J1               | 5                            | 1                | 2                | 1                | 4                  | 1                  | 11               | 3                |
| 2001             | 清水               | 5                | J1               | 0                            | 0                | 0                | 0                | 0                  | 0                  | 0                | 0                |
| 通算             | アルゼンチン       | アルゼンチン     |                  | \|\|\|\|\|\|\|\|\|\|\|\|\|\| |                  |                  |                  |                    |                    |                  |                  |
| 通算             | 日本               | 日本             | J1               | 72                           | 40               | 23               | 12               | 9                  | 4                  | 104              | 56               |
| 総通算           | 総通算             | 総通算           | 総通算           | \|\|\|\|\|\|\|\|\|\|\|\|\|\| |                  |                  |                  |                    |                    |                  |                  |

その他の公式戦
- 1996年
  - サントリーカップ 1試合0得点